# اسکاندیک
اسکاندیک (انگلیسی: Scandic Hotels) شرکت مهمان‌نوازی سوئدی است، که در سال ۱۹۶۳ تأسیس شد.